# Солтикевич Роман Орестович
Роман Орестович Солтикевич (народився 4 лютого 1909 в селі Улюч, Березівський повіт, Королівство Галичини та Володимирії, Австро-Угорщина — помер 17 листопада 1976 в Едмонтоні, штат Альберта, Канада) — український і канадський хоровий диригент.
Син отця Ореста — пароха улюцької греко-католицької церкви. Здобув вищу музичну освіту у Львові.
В 1932 відновив в Улючі хор і театр.
У 1953 Солтикевич заснував хор «Дніпро» в Едмонтоні, штат Альберта, Канада.